# 马来西亚—新加坡边界
马来西亚—新加坡边界是东南亚国家马来西亚和新加坡之间的海上边界，马来西亚位于边界北边，新加坡位于边界南边。边界穿过柔佛海峡最深处或附近处。

## 背景
在1995年两国达成的协议以外，两国边界的东西两段延伸至新加坡海峡之中。两国仍有一些正式协议未划定的区域两国均声称属于自己。两国对于专属经济区的划分亦有争议。
2008年5月23日，国际法院裁定新加坡海峡东部南中国海水域的白礁归属新加坡。不过这个岛礁附近海域的边界尚未划定。
两国对于柔佛海峡附近进行的填海工程亦有争议。跨越两国边界的通道包括新柔长堤、马新第二通道等工程。此外，马来西亚柔佛边佳兰也有轮船服务连接新加坡。
2020年3月，由於COVID-19疫情影響，马来西亚—新加坡边界暫時关闭。
2022年4月1日起，已接種2019冠狀病毒病疫苗的旅客可以出入马来西亚—新加坡边界，无须接受任何隔离或检测。